# Proterozoikum
Proterozoikum (græsk: prōtos: for første og zoon for dyr; 'første dyrs tidsalder') er den yngste æon i Prækambrium.
Proterozoikum er opdelt i de tre æraer: Palæoproterozoikum fra 2,5 Ga til 1,6 Ga, Mesoproterozoikum fra 1,6 Ga til 1 Ga og Neoproterozoikum fra 1 Ga til 542 Ma.
Proterozoikum er efter afstemning i International Union of Geological Sciences blevet vedtaget til at begynde for 2.500 millioner år siden. Der er ingen naturvidenskabelige grunde til at Proterozoikum begyndte for 2,5 Ga. Oprindeligt skulle Proterozoikum udelukkende indeholde de første encellede organismer. Senere fund har ødelagt denne harmoni; bakteriefossiler ældre end 2,5 Ga samt Ediacara-faunaens flercellede organismer.
Ved hjælp af palæomagnetisme er kontinenternes vandring i løbet af Proterozoikum bestemt, dog med lakuner.
For mikrober som levede anaerobt – sandsynligvis langt de fleste, startede iltkatastrofen sit "tilløb" for ca. 3,7 Ga siden, men blev først synlig med atmosfærens iltkoncentration omkring 2,5 Ga siden. Omkring 0,9 Ga steg atmosfærens iltkoncentration stejlt til ca. 0,3 Ga, hvorefter (nedre estimat 20%) den faldt lidt og steg langsom til nutidens koncentration – eller (øvre estimat 33%) den faldt voldsomt fra 0,3 Ga og var rimelig stabil fra 0,2 Ga og til i dag. Reduceret jern (ferro-jern; Fe+2) har været til stede i havvandet, men den frie ilt har oxideret jernet (ferri-jern; Fe+3) og dannet mægtige lag af båndede jernformationer (BIF) i Proterozoikum.

## Bornholm i Proterozoikum
Bornholms grundfjeld består af gnejs, der er en metamorf bjergart. Bornholmsk gnejs er ikke dateret, men tilsvarende gnejs i Blekinge er dateret til 1780 – 1650 Ma. Gnejsen er dannet i forbindelse med den Gothiske orogenese og gnejsen repræsenterer rødderne på de gothiske bjerge. Dråber af magma trængte op gennem gnejsen og størknede i dybet. Magmadråberne kan have været magmakamre for datidige vulkaner, men kan også have været stoppet i en dybde med sidesten med samme massefylde som magmaet. Uanset hvad, størknede magmaet til granit og de yngre granitter er Rb-Sr dateret til 1,4 Ga. Erosionen høvlede kilometervis af klippe bort omkring 1350 – 1200 Ma og i dag ses dråberne som rønne-, hammer-, almindingen-, vang- og svanekegranit.
Under den Sveconorvegiske foldning (1100 – 950 Ma) skete der nogle øst-vestgående forkastninger der samlede Sydsverige, herunder Bornholm. Disse bevægelser har forårsaget sprækkedannelser med opfyldning af basaltisk magma (diabasgange). Tilsvarende gangsværme er i Blekinge dateret til 970 – 870 Ma for de yngste (Sydsverige har dog også gangsværme dateret til Karbon – Perm, men deres retninger ses ikke tilsvarende på bornholmske diabasgange).

## 'Sneboldjord' teorien
I 1971 opfandt J. D. Roberts den kontroversielle Snowball Earth-hypotese. Ifølge den var jordkloden i en del af Cryogenium (850 – 635 Ma) fuldstændigt dækket af is og sne, deraf navnet 'sneboldjord'.